# Phyllomyza lucens
Phyllomyza lucens is een vliegensoort uit de familie van de Milichiidae. De wetenschappelijke naam van de soort is voor het eerst geldig gepubliceerd in 1924 door Hendel.